# Vitrinula hahajimana
Vitrinula hahajimana е изчезнал вид коремоного от семейство Ariophantidae.

## Разпространение
Видът е бил ендемичен за Япония.